# Vietnamesiska nationella armén

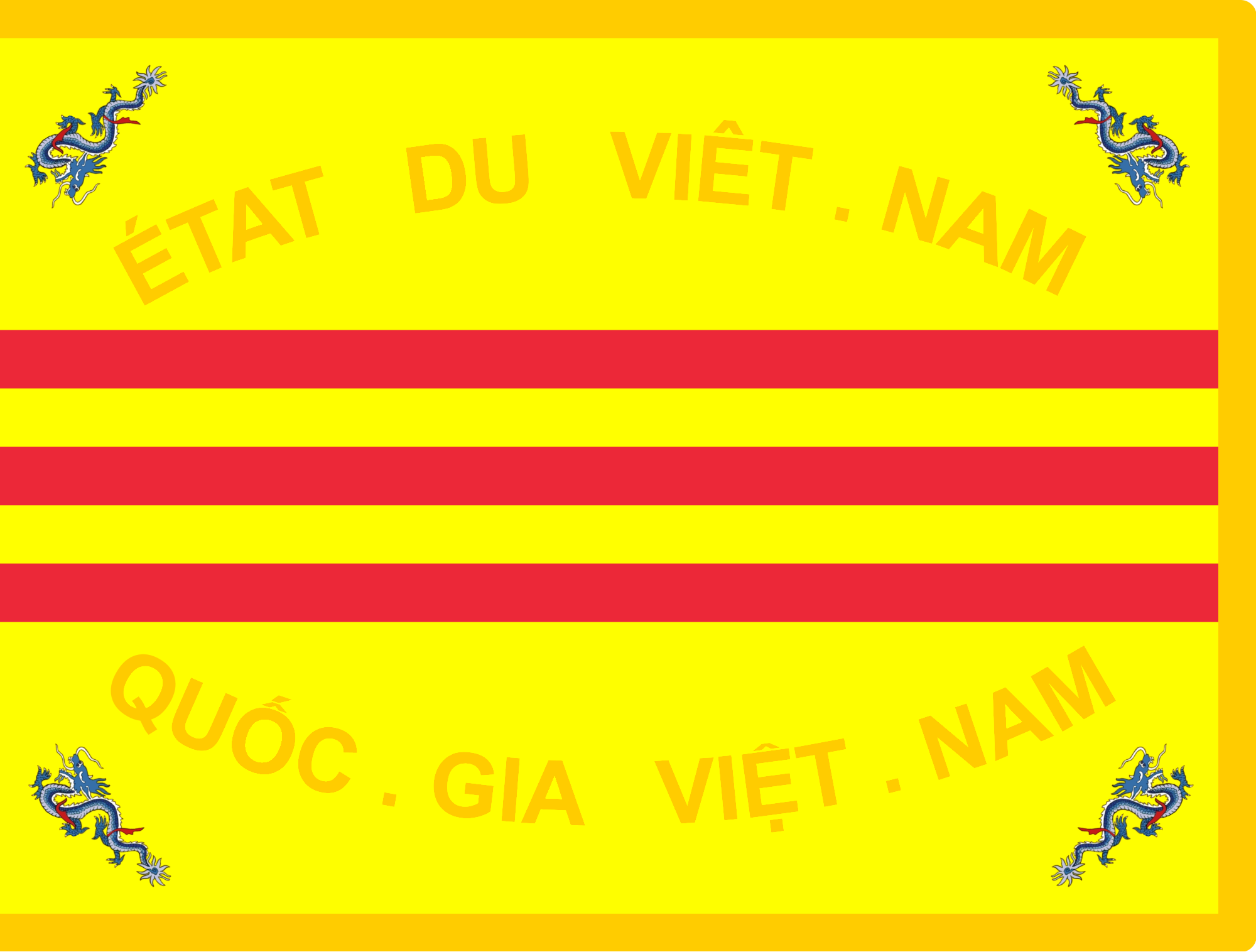
Vietnamesiska nationella arméns flagga.

Vietnamesiska nationella armén (VNA) eller Vietnams nationella armé (vietnamesiska: Quân đội Quốc gia Việt Nam, franska: Armée Nationale Vietnamienne) var Staten Vietnams militära styrkor som skapades strax efter att staten den 8 mars 1949, genom Elyséeavtalen, hade erkänts av Frankrike som en självständig stat styrt av den vietnamesiska kejsaren Bảo Đại. Befälhavare för armén var general Hinh och man var lojal mot Bao Đại. Armén stred i gemensamma operationer med den franska unionens expeditionskår (CEFEO) mot de kommunistiska Vietminh-styrkorna under ledning av Ho Chi Minh. Olika enheter inom armén stred i en mängd olika fälttåg, inklusive, men inte begränsat till, slaget vid Na San (1952), Operation Hautes Alpes (1953), Operation Atlas (1953) och slaget vid Dien Bien Phu (1954).
I och med franska expeditionskårens avfärd från Indokina 1956 efter ett fransk-amerikanskt hemligt krig i södra Vietnam, och det efterföljande slutet av Frankrikes inflytande i området, som ersattes av USA (Ngo Dinh Diem och Republiken Vietnam ersatte Bao Đại och Staten Vietnam), omorganiserades armén till en amerikaniserad version som inkluderade skapandet av Republiken Vietnams armé.